# 대한민국 헌법 제5장
대한민국 헌법 제5장 법원은 대한민국 헌법에서 사법부를 이루는 법원 및 군사법원에 대하여 기술하고 있는 장이다. 헌법 제5장에서 법률에 유보한 사항들을 규율하기 위하여 일반법원에 관해서는 법원조직법이, 군사법원에 관해서는 군사법원법이 제정되어 있다.

## 구성
- 제101조 사법권, 법원의 조직, 법관의 자격
- 제102조 대법원
- 제103조 법관의 독립
- 제104조 대법원장·대법관 등의 임명
- 제105조 법관의 임기·연임·정년
- 제106조 법관의 신분보장
- 제107조 법원의 위헌법률심판 제청, 대법원의 명령 등 심사권, 행정심판
- 제108조 대법원의 규칙제정권
- 제109조 재판 공개의 원칙
- 제110조 군사법원

## 법률과의 관계
본장은 민사소송법의 법원(法源)이 된다.

## 같이 보기
- 대한민국의 헌법
- 대한민국의 사법부
- 대한민국의 법원
- 대한민국의 군사법원